# 電卓刑事
『電卓刑事』（でんたくけいじ）は、2017年12月17日にテレビ朝日系「日曜ワイド」で放送された刑事ドラマ。主演は高島礼子。
節約家女と浪費家男の刑事コンビの活躍譚である。

## キャスト

### 京都府警捜査一課強行犯係
土家千佳（つちや ちか）
演 - 高島礼子
京都府警捜査一課刑事。階級は巡査部長。「お金はすべてを知っている」を信条にする会計課出身で節約家の女刑事。捜査一課の経費もチェックしており、経費が減っていると喜ばれている。名は「ドケチ家（ドケチカ）」とも読める。
甲斐杉也（かい すぎや）
演 - 宅間孝行
京都府警捜査一課刑事。階級は巡査部長。千佳とコンビを組む刑事。浪費家。千佳に経費を認めてもらえないことが多い。株を運用しているが、儲けはすべて使ってしまう。名は「買いすぎや（カイスギヤ）」とも読める。
古城良夫（ふるき よしお）
演 - 螢雪次朗
主任。
畑中優子（はたなか ゆうこ）
演 - 杉浦琴乃
刑事。
大村雅也（おおむら まさや）
演 - 桝本圭作
刑事。

### その他
滝森啓介
演 - 住田隆
アンティークショップ「KAMOGAWA」を襲った強盗犯。1年前に倒産した滋賀の板金工場・琵琶ノ海工業の元社員。所持金が底をつき、ネットで闇バイトに応募し、2千万円の茶碗「夕笹」を奪うよう指示された。
日枝野翔子 / 小笹
演 - 黒川智花（幼少期：山内花恋）
アンティークショップ「KAMOGAWA」に客として訪れ、強盗に人質にとられる。芸妓で芸名・小笹。古い簪を集めており、陽三郎から良い品が入ったと聞いて「KAMOGAWA」を訪れた、と話す。
夏目麻沙美（なつめ あさみ）
演 - 柴田浩子
アンティークショップ「KAMOGAWA」社長。強盗が入ったさい裏口から逃げたと思われたが、万雪の壺を抱えた遺体となって発見される。背部から包丁で刺されている。
野口雅伸
演 - 六角慎司
アンティークショップ「KAMOGAWA」従業員。帳簿に求人広告費が計上されていたことから、麻沙美とトラブルがあったと推察される。問い詰められると売り上げをごまかしていると疑われており、辞めてほしいと言われていたことを告白する。
南川万雪（みなみかわ ばんせつ）
演 - 品川徹
人間国宝の陶芸家。彼の作品は現在市場に出回っている数が少なく、希少価値が高い。結婚しておらず、家族はコテツという猫だけ。
夏目陽三郎
演 - 山中聡
麻沙美の夫。IT企業「洛南ウェブ」経営者。麻沙美が調査会社を雇っており、トラブルがあったと推察される。問い詰められ、小笹という芸妓との仲を疑われており、離婚の話も出ていたことを告白する。
富矢直子
演 - 井端珠里
万雪の弟子。
春菜
演 - 畦田ひとみ
小笹の後輩芸妓。小笹の母のことを千佳らに話す。
日枝野燈子 / 笹尾
演 - 寿美乃
翔子の母。伝説の芸妓・笹尾。
添島三郎
演 - 浅田祐二
古美術商。野口が店から偽物とすり替えて持ち出した壺を買っていた。
酒井
演 - 上西雄大
翔子がコットンを買った、スーパー「バックアップ」の店員。

## スタッフ
- 脚本 - 安井国穂
- 監督 - 濱龍也
- 音楽 - 松田純一、中村佳紀
- 警察監修 - 中園修二
- VFX - キルアフィルム
- プロダクション協力 - 東映太秦映画村
- ゼネラルプロデューサー - 関拓也（テレビ朝日）
- プロデューサー - 藤崎絵三（テレビ朝日）、島田薫（東映）、髙木敬太（東映）
- 制作 - テレビ朝日、東映